# Motor V4

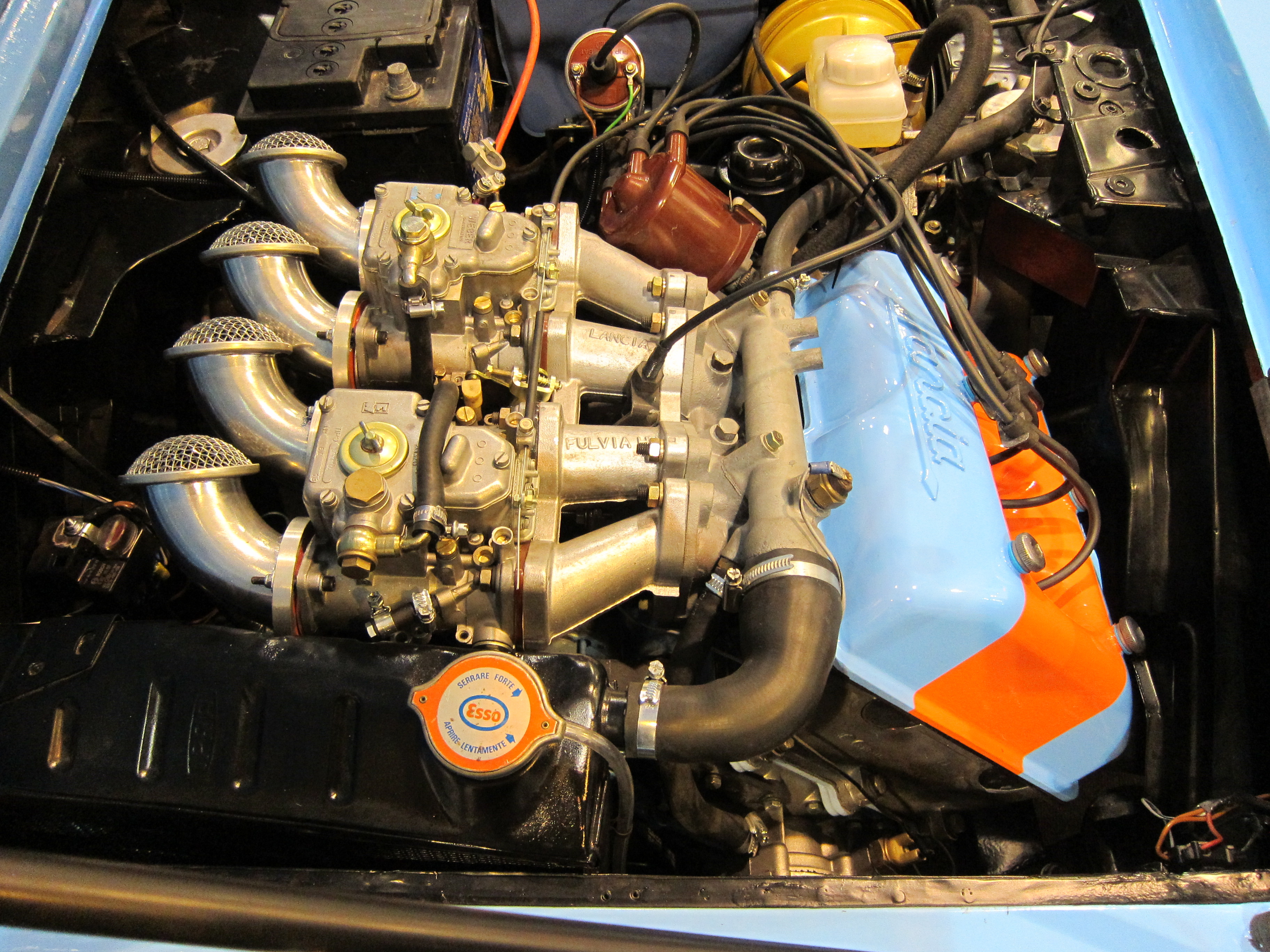
Motor V4 de un Lancia Fulvia Sport

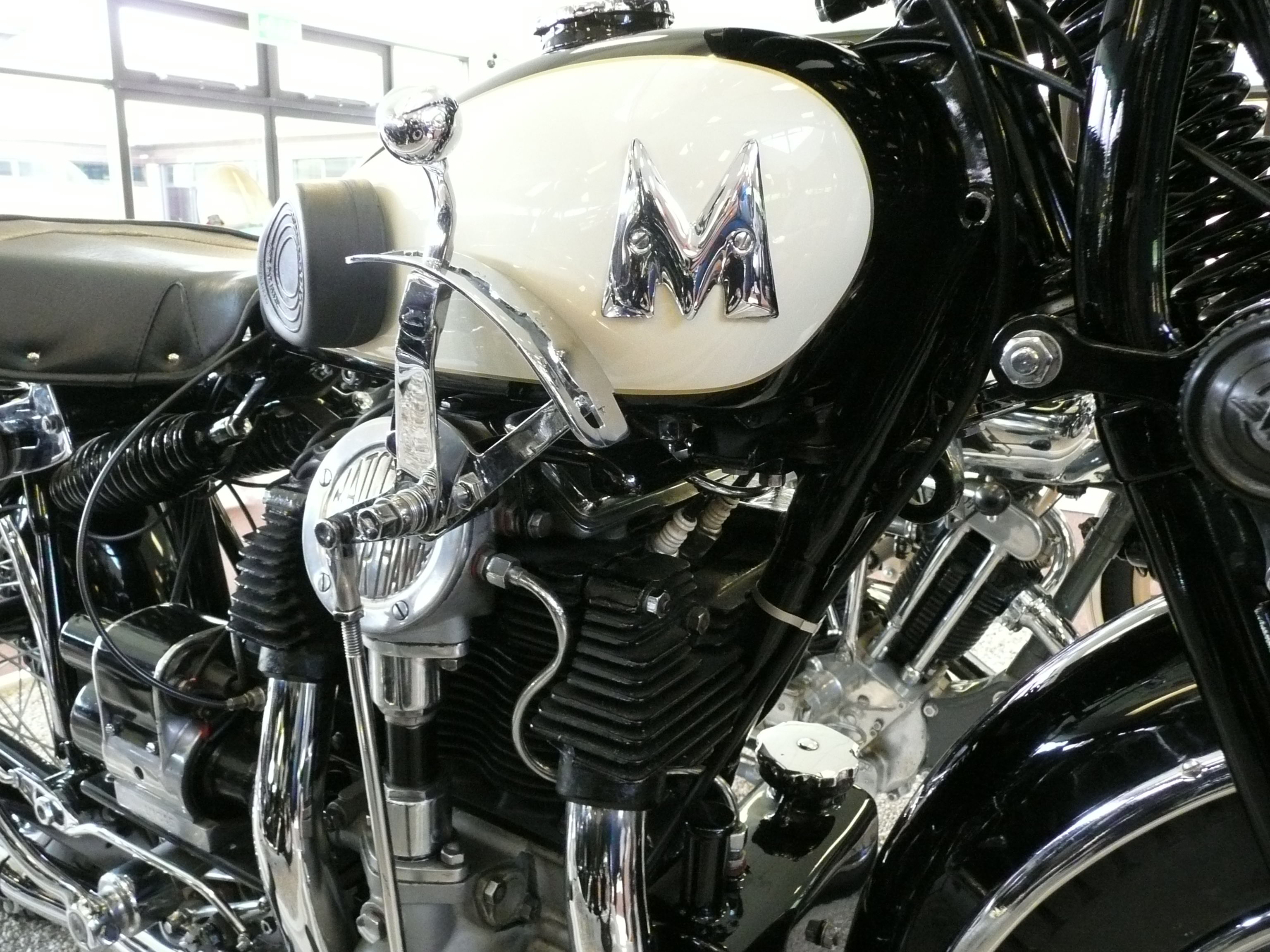
Motocicleta Matchless Silver Hawk de 1931, mostrando un detalle de su motor V4

El motor V4 es un tipo de motor de explosión de cuatro cilindros con disposición en V. La mayor complejidad mecánica que implica su diseño con respecto a los motores de cuatro cilindros en línea, hace que sea una configuración relativamente poco utilizada. Su principal ventaja es su disposición compacta, lo que lo hace adecuado en aquellos casos en los que se dispone de un espacio reducido para alojar el motor.   

## Origen
El primer motor V4 implantado en un automóvil fue desarrollado por la compañía francesa Mors en 1897.

## Uso en automóviles
El motor V4 no se ha usado mucho en automóviles. Lancia, Ford, ZAZ  y Porsche han sido las únicas compañías en fabricar motores con esta disposición.
En comparación con un motor de cuatro cilindros en línea, las ventajas del V4 incluyen su mayor compacidad, un cigüeñal más corto, y cuando los dos bloques forman un ángulo de 90°, hace posible un perfecto equilibrado de las fuerzas de inercia primarias, lo que se traduce en un funcionamiento más suave.
Lancia fabricó diversos motores V4 de ángulo pequeño desde los años de 1920 a los de 1960, para modelos como el Lambda, Augusta, Artena, Aprilia, Ardea, Appia y Fulvia.
Ford Europa produjo dos motores V4 totalmente diferentes, ambos con un único eje de equilibrado, uno en el Reino Unido y otro en Alemania:
- El motor Ford Essex V4 británico usado en el Ford Capri y Ford Granada entre otros.
- El motor Ford Taunus V4 alemán del Ford Taunus (también usado por Saab, el Matra 530 y el Ford Mustang I de 1962).

El fabricante Ucraniano ZAZ utilizó un V4 refrigerado por aire con un eje de equilibrado basado en el motor del LuAZ-967 fabricado por MeMZ y usado en los automóviles Zaporozhets.
Desde 2014 hasta 2017, Porsche utilizó para su prototipo de Le Mans (el Porsche 919 Hybrid) un pequeño motor híbrido V4 turboalimentado.

## Uso en motocicletas
Durante la década de 1930, Matchless produjo para su Silver Hawk un motor V4 de ángulo estrecho y Puch, un V4 de ángulo ancho para la Puch P800. Los motores V4 se encuentran hoy en día en motocicletas montados usualmente en disposición transversal. El diseño V4 disfrutó de popularidad sobre todo en la segunda mitad de la década de 1980. Los siguientes modelos están equipados con un motor V4:
- Aprilia RSV4
- Aprilia Tuono V4
- Ducati Apollo
- Ducati Desmosedici
- Honda Sabre V4
- Honda Magna
- Honda Interceptor VF500F
- Honda Interceptor VF750F
- Honda Interceptor VF1000
- Honda VFR750R RC30
- Honda RVF750 RC45
- Honda NR
- Honda RC212V
- Honda ST1100 y ST1300 (Pan-European) con motores montados longitudinalmente.
- Honda VFR750F
- Honda VFR800FI
- Honda VFR1200F
- Motus MST con motor montado longitudinalmente.
- Suzuki GV1400 Cavalcade
- Suzuki Madura
- Suzuki GSV-R
- Suzuki RGV500
- Yamaha Venture y Venture Royale
- Yamaha Royal Star y Royal Star Venture
- Yamaha V-Max y VMAX
- Yamaha YZR500

## Otros usos
Otra aplicación de los motores V4 ha sido en los motores fuera borda, con ciclo de dos tiempos y carburación atmosférica. Alguno de los mayores fabricantes son Johnson, Evinrude y Yamaha. Este tipo de motor es popular por su pequeño tamaño, llegando a producir potencias de 140 cv o incluso superiores.
También se utilizan para propulsar pequeñas aeronaves, por ejemplo, la empresa AC aero dispone de una serie de motores V4 invertidos de 67 kg de peso capaces de rendir hasta 200 CV, más una segunda serie de motores V4 con potencias de hasta 500 CV.